# 大迫忍
大迫 忍（おおさこ しのぶ、1945年8月13日 - 2005年6月18日）は、日本の実業家、馬主。

## 経歴
中国・北京市生まれ、大分県宇佐市出身。1968年に中央大学文学部を卒業、すぐに父・大迫正冨が創業した善隣出版社（のちの株式会社ゼンリン）に入社。父が1980年に在職のまま亡くなり、同年に後を継いで代表取締役社長に就任。実地調査を元に地図情報のデータベース化を推し進め、電子地図やカーナビゲーションなど時代を先取りした事業展開を行い住宅地図業界で売り上げ日本一を達成し、カーナビゲーションソフト業界の大手にも育てて国外進出も果たした。1994年に福証、次いで1996年に東証・大証の各2部に株式上場を果たした。
「長期政権は弊害を生む。55歳で引退する」との言葉を残し、2001年に21年間務めた社長を退任。その後は北九州経済の浮揚に奔走し、小倉そごう跡に小倉伊勢丹を誘致。また北九州空港の運営会社、北九州エアターミナルの社長を引き受け、同空港就航を目指す新規航空会社スターフライヤーの立ち上げを支援するなど、北九州市内外の経済界でリーダーシップを発揮。多くの人望を集めた。しかし、大迫は新空港開港を見ることなく、2005年6月18日、肝臓の病により北九州市八幡西区の病院で死去。59歳没。その後、ゼンリンの筆頭株主の座は妻・大迫久美子が引き継いだが、ゼンリンの経営そのものは、「同族経営は何れ弊害を生む」として、遺言により息子たちには継がせずそのほかの社員の中から選ばれた人物により行われている。

## 人物
中央大学在籍時は柔道部に所属していた。そのほか日本拳法五段、囲碁二段の腕前がある。愛車は、ホンダ・NSX。

## 馬主活動

大迫忍、久美子の勝負服

日本中央競馬会（JRA）に登録していた馬主としても知られた。勝負服の柄は黄、袖緑一本輪、緑鋸歯形、冠名には「ゼンノ」「ビコー」を用いるが、冠名を用いない所有馬もいた。
忍の死後は、妻の久美子が所有馬や勝負服を引き継いでいる。

### 来歴
- 1995年 - 8月に馬主資格取得[3]。12月16日の2歳未勝利をエメラルドビコーが制し初勝利。
- 2001年 - ゼンノエルシドが京成杯オータムハンデキャップを制し、重賞初制覇。さらに同馬はこの年のマイルチャンピオンシップも制し、GI級競走初制覇も果たした。
- 2004年 - ゼンノロブロイが天皇賞・秋、ジャパンカップ、有馬記念を制し、テイエムオペラオーに次いで史上2頭目となる秋古馬三冠を達成した。

## 主な所有馬

### GI級競走優勝馬
- ゼンノエルシド（2001年マイルチャンピオンシップ、京成杯オータムハンデキャップ）
- ゼンノロブロイ（2003年青葉賞、神戸新聞杯、東京優駿2着、有馬記念3着、2004年天皇賞・秋、ジャパンカップ、有馬記念、天皇賞・春2着、2005年インターナショナルステークス2着、天皇賞・秋2着、宝塚記念3着、ジャパンカップ3着）

### 重賞競走優勝馬
斜字は地方重賞。
- サプライズパワー（1997年東京王冠賞、東京ダービー、アフター5スター賞、1998年京成盃グランドマイラーズ、1999年かしわ記念、船橋記念、帝王賞2着、2000年日本テレビ盃、テレビ埼玉杯、報知オールスターカップ、2001年東京シティ盃、フロンティアスプリント盃）[注 1]
- ハカタビッグワン（1998年東京王冠賞、2000年全日本サラブレッドカップ、くろゆり賞、2001年オグリキャップ記念）
- ダイヤモンドビコー（2001年ローズステークス、2002年阪神牝馬ステークス、中山牝馬ステークス、府中牝馬ステークス、エリザベス女王杯2着）

### 大迫久美子の所有馬
- ゼンノロブロイ[注 2]
- ゼンノパルテノン（2009年東京スプリント）[注 3]

## 出演
- プロジェクトX〜挑戦者たち〜（NHK）
  - 「列島踏破30万人　執念の住宅地図」（第155回、2004年10月12日）にゲスト出演。